# Янчуков, Сергей Валентинович
Янчуков Сергей Валентинович (род. 15 декабря 1975 года, Одесса) — российский бизнесмен, основатель и владелец группы компаний «Мангазея».

## Биография
Сергей Янчуков родился 15 декабря 1975 года в Одессе. В 1999 году окончил Одесский государственный экономический университет по специальности «Финансы» с присвоением квалификации «Экономист». Имеет степень кандидата экономических наук, является доцентом Высшей школы бизнеса НИУ ВШЭ и членом правления РСПП.

### Предпринимательская деятельность
Предпринимательскую деятельность начинал на Украине с торговли облигациями и векселями, специализировался на проведении обменных операций. В 1999 году занялся торговлей нефтью и нефтепродуктами, а с начала 2000-х годов — инвестициями в российские сырьевые компании.
В 2003 году Сергей Янчуков переехал в Москву. В 2006 году портфель активов бизнесмена пополнился нефтяной компанией «Мангазея», обладающей лицензиями на разработку газоконденсатных месторождений в Красноселькупском районе Ямало-Ненецкого автономного округа.
С 2011 года «Мангазея» сформировалась как группа компаний. В ее состав вошла «Мангазея Майнинг»
(ранее «Мангазея Золото»), основным направлением деятельности которой является добыча золота на территории Российской Федерации. В Забайкальском крае компания имеет четыре месторождения Савкинское, Кочковское, Итакинское
и Наседкино, общие ресурсы которых составляют порядка 250 тонн.
С 2012 года бизнесмен начал развивать компанию «Мангазея Девелопмент», специализирующуюся на строительстве многоквартирных объектов в российской столице.
В 2020 году Сергей Янчуков запустил аграрное производство «Мангазея Агро» в Забайкальском крае и технологическую компанию «МТех».

## Судебные разбирательства

### Дело о заработной плате
14 сентября 2009 года в отношении Сергея Янчукова Следственным комитетом прокуратуры по Ямало-Ненецкому автономному округу было возбуждено уголовное дело по ст. 145.1 УК РФ «Невыплата заработной платы» и ч.1 ст.201 УК РФ «Злоупотребление полномочиями». Бизнесмен погасил задолженность перед сотрудниками компании, уголовное дело было прекращено. По данным СМИ арест предпринимателя был попыткой оказать на него давление с целью уступки акций ОАО Нефтяная компания «Мангазея».

### Корпоративный спор с Финским
В 2010 году Максим Финский, бывший топ-менеджер «Норникеля» и «Интегро», предложил Сергею Янчукову инвестировать в компанию Century Mining, где ему принадлежало около 40 %. Чуть ранее «Дальцветмет» (входит в ГК «Мангазея») Финского провела обратное поглощение канадской публичной фирмы White Tiger Gold (WTG). Весной 2011 года было анонсировано слияние Century и WTG, которое завершилось в октябре 2011 года.
С 2012 года у WTG возникли проблемы по кредитам. Янчуков в начале 2013 года заявил Максиму Финскому, что не удовлетворен бизнесом и хочет вернуть инвестиции. Однако в то же время Финский предложил выкупить его долю в WTG по 0,05 канадского доллара за акцию (как на бирже в Торонто). Финский убеждал Янчукова и остальных инвесторов, что запасы месторождения Савкино, принадлежащего WTG, насчитывают не менее 400 тыс. унций золота. В ноябре того же года вышел отчет российской «ТОМС инжиниринг», в котором говорилось о 438 тыс. унций запасов.
5 апреля 2013 года сделка была закрыта, уже после чего выяснилось, что в 2010 году, по оценке канадско-британской Micon, запасы месторождения Савкино оценивались всего в 113 000 унций золота. Янчуков попытался развернуть сделку, но договориться не получилось. Финский свою вину отрицал, и Янчуков обратился в прокуратуру с заявлением о мошенничестве.
Янчуков также обнаружил, что на компании «повисли» огромные долги — на 1 миллиард рублей кредитов в Сбербанке и в банке МФК, а также на 80 миллионов долларов в «ВТБ Капитал», пущенные на рефинансирование кредитов в первых двух банках.
В начале 2015 года Максима Финского взяли под арест, но 20 марта Таганский районный суд Москвы изменил меру пресечения на домашний арест, после чего тот сбежал из России.

### Корпоративный спор с Исмаиловым
В июле 2014 года по требованию компании Sezaria Ltd, входящей в группу «Мангазея», окружной суд Никосии заморозил активы Тельмана Исмаилова на 135 млн долларов США. Исмаилов занимал у «Мангазеи» $100 млн на девелоперские проекты в столице под личное поручительство и не вернул долг.
Тогда же Янчуков обратился в Международный арбитражный суд Лондона, который в октябре 2014 года вынес решение в его пользу.

### Корпоративный спор с Литуевым
Корпоративный спор касался конфликта между бизнесменом Виктором Литуевым и Сергеем Янчуковым вокруг Итакинского золоторудного месторождения. В 2014 году владелец ГК «Мангазея» выкупил часть долгов ПАО «Ксеньевский прииск» в обмен на 50 % в компании и дальнейшее переоформление лицензии на Итаку. Для этого была учреждена компания ООО «Верхнеамурские промыслы», в которой 50 % достались Виктору Литуеву, а 50 % — учрежденному Янчуковым ООО «Альянс».
Когда сделку не исполнили к оговоренному сроку, между продавцом и покупателям завязался корпоративный спор. Литуев потребовал, чтобы Янчуков заплатил неустойку за просрочку исполнения, бизнесмен же воспринял это как попытку пересмотреть покупную цену и отказался. Стороны не смогли договориться и в итоге Литуев подал к «Верхнеамурским промыслам» и его гендиректору Янчукову иск о возврате акций Ксеньевского прииска и долей выделенного из него ООО «Итакинская золотодобывающая компания».
В январе 2021 года сделка по распределению активов ООО «Верхнеамурские промыслы» между Виктором Литуевым и ООО «Мангазея Золото» была официально завершена. В результате Виктор Литуев стал единоличным собственником Ксеньевского прииска, а Итакинское золоторудное месторождение отошло компании ООО «Мангазея золото».

## Общественная деятельность
В 2018 году Янчуков создал благотворительный фонд «Мангазея», который поддерживает социально значимые объекты, общеобразовательные и спортивные учреждения, реставрирует памятники культуры и религии, осуществляет адресную финансовую помощь.
С 2015 года Сергей Янчуков входит в состав попечительского совета Свято-Троицкой Сергиевой лавры и Московской духовной академии.
В 2017 году по инициативе Сергея Янчукова создали хоккейный клуб «Мангазея». Команда дебютировала на льду в 2018 году в первенстве Забайкальского края, заняв третье место.
В 2021 году Янчуков организовал благотворительный турнир по хоккею на призы ГК «Мангазея» среди детей 2012—2013 годов рождения. В соревнованиях участвовали команды из Иркутска, Благовещенска, Нерюнгри и Читы.
В 2020 году группа компаний «Мангазея» Сергея Янчукова выступает генеральным спонсором проведения Кубка России по стрельбе из лука.
С начала 2022 оказывает регулярную поддержку волейбольному клубу «Забайкалка». Сотрудничество команды и ГК «Мангазея» началось в 2021 году.
В 2021 году Сергей Янчуков создал благотворительный фонд «Сила Забайкалья»

## Личная жизнь
Женат. Имеет шестерых детей.